# 엄마 결혼식 (1973년 영화)
"엄마 결혼식"은 한국에서 제작된 조문진 감독의 1973년 영화이다. 하명중 등이 주연으로 출연하였고 박종찬 등이 제작에 참여하였다.

## 출연

### 주연
- 하명중
- 허장강